# ويكيميديا المملكة المتحدة
ويكيميديا المملكة المتحدة (Wikimedia UK أو WMUK) هي مؤسسة خيرية غير ربحية مسجلة بالمملكة المتحدة تم إنشاؤها لدعم المتطوعين المتواجدين في المملكة المتحدة الذين يعملون في مشاريع ويكيميديا، مثل ويكيبيديا، وتعتبر بحد ذاتها جزء ويكيميدي معتمد من مؤسسة ويكيميديا، والتي تقوم بتنظيم وتمويل هذه المشاريع.
كانت بداية ويكيميديا المملكة المتحدة كمنظمة محدودة للمصادر التعليمية والتي كانت تسمى بـ«ويكي للمصادر التعليمية المحدودة» "Wiki Educational Resources Limited" ولكن بسبب الصعوبات المالية والمشاكل الأخرى تم تفكيك هذه المنظمة واستبدالها بمنظمة أخرى تدعى «ويكي المملكة المتحدة المحدودة» Wiki UK Limited.
بعد محاولتها الأولى الفاشلة في الحصول على الاعتراف بالمؤسسة كمنظمة خيرية في عام 2009، قررت المؤسسة بعمل تغييرات على قوانينها الأساسية لكي تتوافق مع القوانين والمعايير الخاصة بالجمعيات الخيرية وتم الاعتراف بها في عام 2011 كمنظمة خيرية. خلال العام نفسه، أضافت ويكيميديا المملكة المتحدة موظفين بدوام كامل ومكتب دائم في لندن.
تقوم ويكيميديا المملكة المتحدة بالعديد من التعاونات المتنوعة مع المتاحف والمؤسسات الأخرى، كما تقوم بتنظيم مؤتمرات ومناسبات للمتطوعين هدفها إضافة محتوى مفيد إلى مشاريع المؤسسة. واجه العديد من أعضاء إدارة المؤسسة العديد من الاتهامات المتعلقة بإسهاماتهم في ويكيبيديا، بما في ذلك اتهامهم بأن التعاون مع جبل طارق بيديا، والذي تم تنظيمه من أحد الأوصياء، كان يستخدم لأغراض ترويجية ودعائية.
تنص المؤسسة على أن مهمتها هي «مساعدة الناس والمنظمات على إنشاء المعرفة الحرة والمحافظة عليها، والمساعدة في توفير وصول سهل للجميع»

## تاريخها
كانت المحاولة الأولى لتأسيس ويكيميديا المملكة المتحدة في عام 14 فبراير 2006 وكانت تسمى بـ «ويكي للمصادر التعليمية المحدودة» "Wiki Educational Resources Limited" والتي كانت تترأسها أليسون ويلير كرئيسةً للمجلس ورئيسة تنفيذية للمنظمة. واجهت المنظمة العديد من المشاكل خلال فترة وجودها كمؤسسة خيرية والتي تضمنت صعوبة الحصول على تمويل خاص بها وصعوبة علاقاتها مع مؤسسة ويكيميديا. تركت المشاكل المادية للمنظمة ديوناً غير قادرة على تسديدها وفي 28 أغسطس 2006 أعلنت أليسون، عن طريق قائمة البريد الخاصة بويكيميديا المملكة المتحدة، أنها تخطط لعمل أجتماع عام غير منظم بخصوص اتخاذ قرار بشأن تفكيك المنظمة وقد تم تفكيكها في 31 مارس 2009.
تم تأسيس «ويكي المملكة المتحدة المحدودة» Wiki UK Limited في 5 نوفمبر 2008 كشركة خاصة لا تهدف للربح بموجب قانون الشركات لعام 2006 وقد تم الاعتراف بها كجزء من ويكيميديا في يناير 2009 بعدما أن تمت إزالة الاعتراف بويكي للمصادر التعليمية المحدودة. تقدمت الشركة بطلب رسمي للإيرادات والجمارك البريطانية HM Revenue and Customs أو HMRC على الاعتراف بها كمنظمة خيرية في نفس السنة، لكنه قوبل بالرفض. عللت الجمارك والإيرادات البريطانية على رفض الاعتراف بها بأن الغرض من ويكيميديا المملكة المتحدة المتمثل في نشر المعلومات بحرية عبر ويكيبيديا لن يكون مؤهلاً للأعمال الخيرية إلا إذا تضمنت التدريس والتعليم كجزء من أنشطتها. رد أندرو تورفي، سكرتير ويكيميديا المملكة المتحدة، على القرار بالتعهد على الحصول على المشورة القانونية قبل الطعن بالقرار. بعد رفض طلب التسجيل من قِبل الإيرادات والجمارك البريطانية، عدلت ويكيميديا المملكة المتحدة دستورها من خلال اعتماد بنود جديدة مستمد من نموذج معتمد للجمعيات الخيرية. وقد تم تقديم طلب للهيئة الخيرية لإنجلترا والويلز Charity Commission for England and Wales لتسجيل الشركة كمنظمة خيرية وقد حصلت على الاعتراف في نوفمبر 2011 حينما استوفت ويكيميديا المملكة المتحدة الحد الأدنى من الدخل المطلوب من الهيئة الخيرية والبالغة 5000 جنيه إسترليني. رفضت الهيئة الخيرية في البداية طلب ويكيميديا المملكة المتحدة بالحصول على الاعتراف كمؤسسة خيرية تعليمية لكنها تمكنت في نهاية المطاف بمساعدة بسيطة من المستشارين القانونيين لويكيميديا المملكة المتحدة من تسجيلها كمؤسسة خيرية لموارد المكتبة.
بعد مرور عام على تأسيسها، استضافت ويكيميديا المملكة المتحدة قمة لجمع التبرعات لمدة ثلاثة أيام في مدينة برستل. وصف كريستوفر براون، والذي يعمل كصحفي في بريستول 24-7، هذه القمة بأنها المرة الأولى التي تستضيف فيها المجموعة حدثًا بهذه الأهمية للنشاطات العالمية. في يناير 2013، نظمت ويكيميديا المملكة المتحدة احتفالًا بالذكرى السنوية العاشرة لتأسيس ويكيبيديا في جامعة برستل وبحضور مجموعات أخرى مثل مجلس مدينة بريستول ومهرجان بريستول للأفكار. ألقى جيمي ويلز، الشريك المؤسس لويكيميديا المملكة المتحدة، خطبة عامة في الاحتفال. خلال مؤتمرها السنوي الذي انعقد في 17 أبريل 2011، أعلنت ويكيميديا المملكة المتحدة عن خططها بفتح مكتب دائم وتعيين موظفين بدوام كامل في غضون عام.
أثناء جهودها لتأسيس فريق عمل بدوام كامل، حصلت ويكيميديا المملكة المتحدة على مساعدة من عدة مجموعات وأفراد مثل رئيس ويكيميديا دويتشلاند "Wikimedia Deutschland" وبروسبيكت-أس "prospect-us"، وهي وكالة توظيف متخصصة في المنظمات الغير ربحية، والتي ساعدت في مراقبة وتقييم المرشحين لمنصب الرئيس التنفيذي لويكيميديا المملكة المتحدة. تم تقديم المرشحين النهائيين الثلاثة للمجتمع والذي عقد في ويكي ميت "Wikimeet" بلندن في سبتمبر 2012 وقد تم في 26 سبتمبر من نفس العام اختيار جون دافيس، والذي كان يعمل سابقاً كرئيس تنفيذي لمؤسسة الأسرة بحاجة إلى الآباء Families Need Fathers، كرئيساً تنفيذيا لشركة ويكيميديا المملكة المتحدة.
في جهود متجددة للحصول على الاعتراف الرسمي كمنظمة خيرية، دعا مجلس إدارة ويكيميديا المملكة المتحدة إلى عقد مؤتمر عام غير منظم للإقرار على الأهداف المعدلة والبنود الخيرية المتعلقة بالمقالات والمذكرات الخاصة بالجمعية بناءً على مشورة الفريق القانوني والهيئة الخيرية. أثناء الاجتماع، تمت الموافقة على التعديل المقترح بأغلبية 49 صوتًا مقابل لا شيء. قامت المفوضية بتسجيل الشركة كمؤسسة خيرية في نوفمبر 2011، مما سمح لها بالمطالبة بالحافز الضريبي أو هدية المعونة "Gift Aid" من الإيرادات والجمارك البريطانية من خلال دافعي الضرائب في المملكة المتحدة. قالت الهيئة الخيرية أن ويكيميديا المملكة المتحدة قدمت «وسيلة عامة» من خلال دعم وصول المجتمع إلى المعلومات من خلال ويكيبيديا. نظرًا لأنها لا تخدم الأهداف الخيرية المطلوبة، وبالتحديد قانون الجمعيات الخيرية لعام 2006، أشار القرار القضائي إلى بند من البنود القانونية يسمح بالأخذ بعين الاعتبار بناءً على السوابق القضائية للشركة. امتدح جوناثان بورشفيلد، وهو شريك في مكتب المحاماة الذي مثل ويكيميديا المملكة المتحدة في طلب الاعتراف بها كمنظمة خيرية، القرار القضائي بأنه لم يسبق له مثيل في القانون الخيري. أثناء إجراءات تسجيل الشركة كمنظمة خيرية، كان على المجموعة أن تثبت للهيئة الخيرية أن هناك ضوابط مشددة على محتوى ويكيبيديا تمنع سوء الاستخدام. في أعقاب القرار القضائي، صرحت ويكيميديا المملكة المتحدة بأنها سيكون لديها جهود لجمع التبرعات المالية والتي تقدر بمليون جنية استرليني بهدف دعم مشاريع المؤسسة. افتتحت ويكيميديا المملكة المتحدة مقرها الجديد في وسط لندن في 14 نوفمبر، وقامت بتغيير عنوانها القديم المسجل في نوتنغهام.

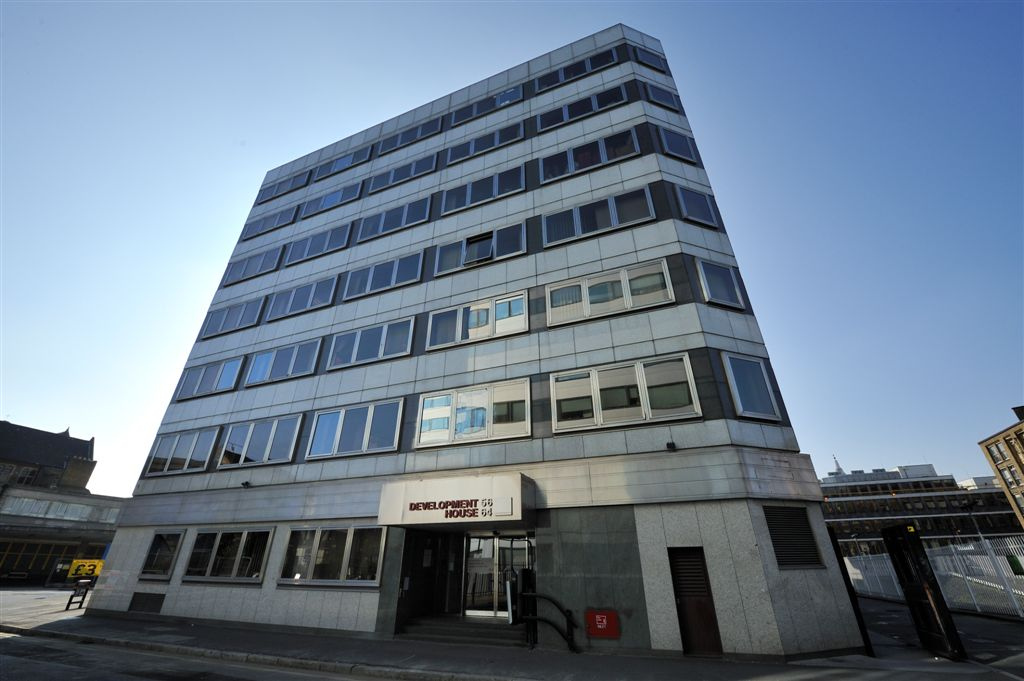
افتتحت ويكيميديا المملكة المتحدة مكتبًا دائمًا في الطابق الرابع من دار التنمية (الصورة) ، في وسط لندن في 14 نوفمبر 2011 ، وانتقلت إلى مكاتب جديدة في أغسطس 2017

في مؤتمرها السنوي لعام 2012 في 12 مايو، قدم خبراء العلاقات العامة عرضًا تقديميًا عن جهودهم للتعاون مع ويكيميديا. وصف عضو مجلس الإدارة ستيف فيرجن هذه الجهود، والتي تهدف إلى تحسين العلاقات العامة، بأنها «خطوة أولى إيجابية» في ترسيخ أفضل الممارسات لمعالجة المخاوف المتعلقة بالعلاقات العامة وتضارب المصالح بخصوص تحرير المقالات في ويكيبيديا لتحقيق مصالح خاصة.

## مجلس الأمناء
اعتبارًا من يوليو 2017، يضم مجلس الأمناء 10 أعضاء وهم:
- جوزي فريزر (رئيس)
- كارول كامبل (نائبة الرئيس)
- جريهام دوز (أمين الصندوق)
- كيت ويست (أمين الموارد البشرية)
- نانسي بيل
- لورنا كامبيل
- جورادان لاندز
- مايكل ماجس
- نيك بول
- دوغ تايلور

## النشاطات
نظمت ويكيميديا المملكة المتحدة أو دعمت العديد من الجهود التطوعية للمساهمة في مشاريع المؤسسة. كان أحد هذه الجهود هي مسابقة استمرت لمدة شهر في فبراير 2010 بعنوان «بريطانيا تحب ويكيبيديا» تهدف إلى زيادة كمية الصور ذات الترخيص المجاني والمتاحة للاستخدام على ويكيميديا كومنز وويكيبيديا. صور المشاركون معارضًا في المتاحف المشاركة في المسابقة من أجل الفوز بجوائز نقدية وجوائز أخرى. قامت ويكيميديا المملكة المتحدة برعاية مناسبات مشابهة منذ ذلك الوقت، بالإضافة إلى إديتاثون «(ورشة التحرير الجماعية)» من أجل إنشاء محتوى لمشاريع المؤسسة.
تتعاون المنظمة مع مؤسسات أخرى مثل الأرشيفات الوطنية والمتحف البريطاني، حيث يَحضُر المشاركون في الفعاليات جولات تابعة للمؤسسة بحيث يمكن إضافة محتويات جديدة إلى ويكيبيديا والمواقع الشقيقة. عملت ويكيميديا المملكة المتحدة أيضًا مع معرض ومتحف هربرت للفنون في كوفنتري بإنجلترا.
تقوم ويكيميديا أيضا بتشغيل وإدارة كيو آر بيديا "QRpedia"، والذي يستخدم أكواد QR الموجودة في المتاحف والأرشيفات وأماكن أخرى حتى يتمكن الأشخاص الذين يشاهدون المعارض والتجميعات من رؤية المواضيع المتعلقة بها على ويكيبيديا بواسطة الأجهزة المحمولة، بلغتهم المفضلة، متى ما كان متاحاً. حقوق QRpedia مملوكة لشركة "Cultural Outreach Limited"، وهي شركة تابعة مملوكة بالكامل لويكيميديا المملكة المتحدة. في عام 2012، تعهدت ويكيميديا المملكة المتحدة بأنها ستوفر الدعم لمدة 6 أشهر لتوظيف ويكيبيدي مقيم يعمل بدوام كامل ومدفوع الأجر في المكتبة البريطانية، ويعد أطول مدة مقيم ويكيبيدي في المكتبة. شملت ويكيميديا المملكة المتحدة جهوداً أخرى لدعم مشاريع مميزة مثل مشروع مونموث بيديا وجبل طارق بيديا.

## الخلافات والجدالات
بعد حصولها على الاعتراف كمنظمة خيرية، تعرضت ويكيميديا المملكة المتحدة لبعض الجدالات والخلافات والتي حظيت باهتمام دولي.

### استقالة الرئيس
إحدى هذه الحالات تتعلق بالرئيس السابق للمجموعة، آشلي فان هافتن. في يوليو 2012، قضت لجنة تحكيم ويكيبيديا بأن فان هافتن قد انتهك السياسات المتعلقة باستخدام حسابات متعددة وأنه قد تصرف بطريقة غير أخلاقية عندما واجه مخاوف وتساؤلات متعلقة بمحتويات إباحية. على الرغم من أن اللجنة قد ذكرت أن فان هافتن تعرض للمضايقة، فقد وجدت أيضًا أنه لم يفرق بين المضايقة وبين النقد المشروع. انتهت القضية بمنعه من المساهمة في ويكيبيديا الإنجليزية لفترة غير محددة. تم رفع الحظر عن آشلي فان هافتن في 12 مارس 2013.
على الرغم من نتائج القضية، إلا أن مجلس إدارة ويكيميديا المملكة المتحدة أيد بقاء فان هافتن في منصبه كرئيس وأشاد فان هافتن بعمله مع المجموعة. قوبل قرار مجلس الإدارة بانتقادات من بعض أعضاء المنظمة، الذين اقترحوا عقد اجتماع عام غير منظم لمناقشة إقصائه من مجلس الإدارة. أعلن الرئيس التنفيذي جون ديفيس في وقت لاحق في 2 أغسطس 2012 أن فان هافتن كاد أن يستقيل من منصبه كرئيس لتجنب خلق انقسام داخل المنظمة، لكنه احتفظ بمنصبه كعضو مجلس إدارة وظل رئيسًا لجمعية فروع ويكيميديا ومن ثم انتخاب كريس كيتنغ لاحقًا ليحل محله كرئيس لمجلس الإدارة.

### جبل طارق بيديا
مقالة مفصلة: جبل طارق بيديا
تعرض عضو آخر في مجلس أمناء ويكيميديا المملكة المتحدة، روجر بامكين، للجدال في عام 2012 بسبب تورطه مع مشروع جبل طارق بيديا. خلال شهر أغسطس، ظهر موضوع عن جبل طارق على الصفحة الرئيسية لويكيبيديا 17 مرة في قسم «هل تعلم؟» كنتيجة للعمل على مشروع جبل طارق بيديا. في عدة حالات راجع بامكين هذه الإدخالات، ولأنه كان يتلقى مبالغ مالية من حكومة جبل طارق فيما يتعلق بعمله على مشروع جبل طارق بيديا، أثار المحررون مخاوف من أن المشروع يستخدم صفحة ويكيبيديا الرئيسة للترويج لإقليم جبل طارق مقابل تعويض مالي. في 21 سبتمبر، ذكرت حكومة جبل طارق أن عقدهم مع بامكين لا يتضمن على أجر له مقابل العمل في ويكيبيديا ولكنه اقتصر على تقديم اقتراحات بخصوص أكواد QR وبخصوص تدريب المتطوعين.
أثارت مشاركة بامكين مع ويكيميديا المملكة المتحدة، كعضو مجلس إدارة وأثناء عمله في مشروع جبل طارق بيديا، المزيد من المخاوف المتعلقة بمكانته بين المجموعة. في 17 سبتمبر، صرح جيمي ويلز، أحد مؤسسي ويكيبيديا، بأنه إذا كانت الإدعاءات بخصوص التعديلات مقابل مبالغ مالية صحيحة، فلن يكون من المناسب لبامكين الجلوس على لوحة ويكيميديا المملكة المتحدة نظرًا لاعتبارها منظمة خيرية. وقد صرح جيمي ويلز بأن على بامكين اختيار ما بين إما أن يستقيل من منصبه كعضو مجلس إدارة المنظمة أو إنهاء عمله مع حكومة جبل طارق. في 20 سبتمبر 2012، استقال بامكين من مجلس إدارة ويكيميديا المملكة المتحدة بعد قرار مشترك من قبل المجلس دعماً لهذه الخطوة للرد على المخاوف المتعلقة بخصوص جبل طارق.
أدى مستوى مشاركة ويكيميديا المملكة المتحدة في مشروع جبل طارق بيديا إلى جلب الكثير من الشكوك والتساؤلات حول مصداقيتها. على الرغم من أن المنظمة لا تحظر التعديل مقابل مبلغ مالي، إلا أن دعمها لأنشطة بامكين عرضها للانتقادات لأنها لا تتوافق مع الحالة القانونية للمنظمة كونها منظمة خيرية. في بيان صحفي عقب استقالته، ذكرت المنظمة أنها قدمت دعم أساسي بسيط للجهد، أن بامكين كشف عن مصالحه التجارية والمادية، وأنه لم يشارك المجموعة في اتخاذ قرار يتعلق بمشروع جبل طارق بيديا.

### السياسي المحافظ غرانت شابس
في أبريل 2015، قام أحد موظفي ويكيميديا المملكة المتحدة بحجب حساب على ويكيبيديا الإنجليزية وادعى أن الحساب مرتبط مع رئيس مجلس إدارة حزب المحافظين غرانت شابس. وقد فعل ذلك الأمر بعد مناقشة الإتهامات مع صحيفة الغارديان البريطانية وباستخدام بريده الخاص بويكيميديا المملكة المتحدة. قامت لجنة تحكيم ويكيبيديا الإنجليزية بتوجيه اللوم إلى المحرر بسبب تصرفاته، معللةً أنه «لا يوجد دليل مهم» يربط بين الحساب المحجوب وبين شابس. في يوليو، تقدم شابس بطلب إلى المحكمة يقتضي بحماية البيانات، طالباً الاتصالات التي حدثت بينه وبين ويكيميديا المملكة المتحدة. أرسلت ويكيميديا المملكة المتحدة لشابس 80 صفحة من البيانات لكنه لم يكتفي بذلك وادعى أن معظم رسائل البريد الإلكتروني المتعلقة بالحادث «تم حذفها في سياق العمل المعتاد» ووصف الحذف بأنه «مشتبه فيه للغاية». في أحد رسائل البريد الإلكتروني التي أُرسلت ما بين أعضاء ويكيميديا المملكة المتحدة، صرح عضو في لوحة المنظمة أنه «يجب أن نكون سعداء بأن شابس لديه مقعد آمن وجيد، لأنه إذا فقد مقعده، فسوف نواجه إتهامات بأن الجمعية الخيرية قد تصرفت بطريقة غير حيادية خلال فترة الانتخابات».
رفض الرئيس التنفيذي لشركة ويكيميديا المملكة المتحدة، دارسي مايرز، الاعتذار لشابس، مصرحاً بأن المؤسسة الخيرية «لم تشارك» في الجدل.